# João Maria Pereira
João Maria Pereira foi um administrador colonial português que exerceu o cargo de Governador no antigo território português subordinado a Macau de Timor-Leste entre 1883 e 1885, tendo sido antecedido por Bento da França Pinto de Oliveira e sucedido por Alfredo de Lacerda Maia.